# Yoru Sumino
Yoru Sumino (jap. 住野 よる Sumino Yoru) – japoński pisarz mieszkający w Osace. Najbardziej znany jest z bestsellerowej powieści Chcę zjeść twoją trzustkę.
Chociaż jego pseudonim i charakter publikowanych prac często prowadzą ludzi do przekonania, że jest kobietą, Yoru Sumino jest mężczyzną.

## Życiorys
Sumino zaczął pisać w szkole średniej. Początkowo ubiegał się o nagrodę Dengeki, ale po nieudanym pierwszym konkursie, w którym nie przeszedł pierwszej rundy selekcji, poprawił swój styl pisania, zanim napisał Chcę zjeść twoją trzustkę, ale okazało się, że manuskrypt był dłuższy, niż przewidywały zasady konkursu i nie można go było zaprezentować. Dlatego też zaczął ubiegać się o inne nagrody, ale wyniki nie były zadowalające. Jednak chciał, żeby ktoś przeczytał jego powieść, więc przesłał ją w lutym 2014 roku na stronę internetową Shōsetsuka ni narō (Zostań powieściopisarzem) pod pseudonimem Yasumi Yano (夜野やすみ). Dzieło stało się na tyle popularne, że zostało opublikowane w 2015 roku przez wydawnictwo Futabasha.

## Twórczość
- Chcę zjeść twoją trzustkę (jap. 君の膵臓をたべたい Kimi no suizō o tabetai)
- Znowu miałam ten sam sen (jap. また、同じ夢を見ていた Mata, onaji yume o mite ita)
- Yoru no Bakemono
- Ka「」Ku「」Shi「」Go「」To
- Aokute Itakute Moroi
- Mugimotosan Sanpo no Sukina Mono
  - Mugimoto Sanpo wa aruku no ga suki
  - Mugimoto Sanpo wa toshokan ga suki
  - Mugimoto Sanpo wa haika ga suki
  - Mugimoto Sanpo wa wanpointo ga suki
  - Mugimoto Sanpo wa toshiue ga suki
  - Mugimoto Sanpo wa raimu ga suki
  - Mugimoto Sanpo wa nama kurīmu ga suki
  - Mugimoto Sanpo wa kimi ga suki
  - Mugimoto Sanpo wa burubon ga suki
  - Mugimoto Sanpo wa majo taku ga suki
  - Mugimoto Sanpo wa fansābisu ga suki
  - Mugimoto Sanpo wa montorē ga suki
  - Mugimoto Sanpo wa kyō ga suki
- Kono Kimochi mo Itsuka Wasureru
- Hara Wo Wattara Chi Ga Deru Dake Sa
- Koi to Sore to Ato Zenbu

## Adaptacje
- W lutym 2017 roku powieść „Kimi no suizō o tabetai”, która sprzedała się w ponad 2 milionach egzemplarzy, została zaadaptowana jako manga (w Polsce wydana pt. Chcę zjeść twoją trzustkę), film z udziałem Minami Hamabe i Takumim Kitamurą wydany w 2017 roku i film anime, który ukazał się w 2018 roku[6][7].

- Powieść „Mata, onaji yume o mite ita” od września 2017 do sierpnia 2018 roku ukazywała się jako manga (w Polsce wydana pt. Znowu miałam ten sam sen)[8][9].

- „Ka「」Ku「」Shi「」Go「」To” to kolejna powieść Sumino zaadaptowana na mangę, której pierwszy tom został opublikowany w kwietniu 2019 roku[10].